# Owls Head Bay
Owls Head Bay (do 24 września 1975 Owl’s Head Bay) – zatoka (ang. bay) w kanadyjskiej prowincji Nowa Szkocja, w hrabstwie Halifax, na południowy wschód od jeziora Lake Charlotte; nazwa Owl’s Head Bay urzędowo zatwierdzona 5 marca 1953.